# المرحلة التأهيلية وجولة المباريات الفاصلة في الدوري الأوروبي 2011–12
هذه المقالة تفصل مرحلة التأهيل وجولة الملحق في دوري أوروبا 2011–12.

## مواعيد جولات التأهيل والقرعة
جميع القرعات تقام في مقر الاتحاد الأوروبي لكرة القدم في نيون، سويسرا.
| الجولة               | توقيت وموعد القرعة  | المواجهة الأولى | المواجهة الثانية |
| -------------------- | ------------------- | --------------- | ---------------- |
| جولة التأهيل الأولى  | 20 يونيو 2011 13:00 | 30 يونيو 2011   | 7 يوليو 2011     |
| جولة التأهيل الثانية | 20 يونيو 2011 13:00 | 14 يوليو 2011   | 21 يوليو 2011    |
| جولة التأهيل الثالثة | 15 يوليو 2011       | 28 يوليو 2011   | 4 أغسطس 2011     |
| جولة الملحق          | 5 أغسطس 2011        | 18 أغسطس 2011   | 25 أغسطس 2011    |

## الطريقة
| معاني الألوان                                 |
| --------------------------------------------- |
| تأهل إلى دور المجموعات من دوري أوروبا 2011–12 |

| Play-off round       | Play-off round |
| الفريق               | نقاط           |
| -------------------- | -------------- |
| إشبيلية              | 93.465         |
| روما                 | 85.110         |
| توتنهام هوتسبير      | 78.157         |
| آيندهوفن             | 74.025         |
| سبورتينغ لشبونة      | 68.319         |
| سبورتينغ براغا       | 62.319         |
| شالكه 04             | 61.887         |
| دينامو كييفCL        | 60.776         |
| باناثينايكوسCL       | 57.833         |
| رينجرزCL             | 56.028         |
| سبارتاك موسكو        | 51.941         |
| باريس سان جيرمان     | 51.735         |
| رويال أندرلخت        | 42.400         |
| سلتيك                | 39.528         |
| بشكتاش               | 37.010         |
| ميتاليست خاركيف      | 34.276         |
| ستاندارد لييجCL      | 32.400         |
| أيك أثينا            | 30.833         |
| ستيوا بوخارست        | 29.164         |
| أتلتيك بيلباو        | 24.465         |
| لاتسيو               | 23.110         |
| روزنبورغCL           | 19.375         |
| لوكوموتيف موسكو      | 18.441         |
| برمنغهام سيتي        | 17.157         |
| رابيد بوخارست        | 16.164         |
| بارتيزانCL           | 15.850         |
| هانوفر 96            | 13.887         |
| سوشو                 | 12.735         |
| دنيبرو دنيبروبتروفسك | 12.276         |
| طرابزون سبورCL       | 12.010         |
| سسكا صوفيا           | 10.575         |
| فاسلويCL             | 10.164         |
| سيون                 | 9.480          |
| ليتكس لوفتشCL        | 8.575          |
| نوردشيلاند           | 7.110          |
| سلوفان براتيسلافاCL  | 5.899          |
| ماريبورCL            | 4.224          |
| هلسنكيCL             | 3.793          |
| إكراناسCL            | 3.541          |
| زستافونيCL           | 2.891          |
| شامروك روفرزCL       | 2.741          |

| الدور التأهيلي الثالث | الدور التأهيلي الثالث |
| الفريق                | نقاط                  |
| --------------------- | --------------------- |
| أتلتيكو مدريد         | 70.465                |
| إي زد ألكمار          | 43.025                |
| هبوعيل تل أبيب        | 36.400                |
| كلوب بروج             | 31.400                |
| سبارتا براغ           | 30.170                |
| باليرمو               | 26.110                |
| دينامو بوخارست        | 22.164                |
| باوك                  | 17.333                |
| ستوك سيتي             | 17.157                |
| رين                   | 16.735                |
| يانغ بويز             | 14.980                |
| ليفسكي صوفيا          | 14.575                |
| ماينتس 05             | 13.887                |
| ملادا بوليسلاف        | 13.170                |
| بورصا سبور            | 12.010                |
| فيتوريا دي غيماريش    | 11.319                |
| هلسينغبورغ            | 10.825                |
| كارباتي لفيف          | 10.776                |
| بروندبي               | 10.110                |
| النجم الأحمر بلغراد   | 9.350                 |
| سبارتاك فلاديكافكاز   | 8.941                 |
| هارت أوف ميدلوثيان    | 7.528                 |
| هايدوك سبليت          | 6.224                 |
| أومونيا               | 6.124                 |
| ليغيا وارسو           | 5.183                 |
| ريد                   | 4.140                 |
| غوميل                 | 3.216                 |
| سينيتسا               | 2.899                 |
| سترومسغودست           | 2.875                 |
| سليغو روفرز           | 1.991                 |

| الدور التأهيلي الثاني      | الدور التأهيلي الثاني |
| الفريق                     | نقاط                  |
| -------------------------- | --------------------- |
| ريد بل زالتسبورغ           | 22.140                |
| أوستريا فيينا              | 16.640                |
| أنورثوسيس فاماغوستا        | 14.624                |
| جيلينا                     | 14.399                |
| ناسيونال ماديرا            | 14.319                |
| فورسكلا بولتافا            | 10.276                |
| شريف تيراسبول              | 9.549                 |
| أدو دين هاغ                | 8.025                 |
| لوكوموتيف صوفيا            | 7.575                 |
| غازي عنتاب سبور            | 7.010                 |
| أوليمبياكوس فولو           | 6.833                 |
| دندي يونايتد               | 6.528                 |
| بني يهودا تل أبيب          | 6.400                 |
| ميتييلاند                  | 6.110                 |
| مكابي تل أبيب              | 5.900                 |
| فيسترلو                    | 5.400                 |
| يابلونتس                   | 5.170                 |
| غاز ميتان ميدياش           | 5.164                 |
| فنتسبيلس                   | 4.983                 |
| ثون                        | 4.980                 |
| فوليرينغا                  | 4.875                 |
| آكتوبه                     | 3.874                 |
| فويفودينا                  | 3.850                 |
| بوهيميان                   | 3.741                 |
| أيك لارنكا                 | 3.624                 |
| ساراييفو                   | 3.324                 |
| ليفاديا تالين              | 3.258                 |
| سبليت                      | 3.224                 |
| شاختيور سوليجورسك          | 3.216                 |
| شلوسك فروتسلاو             | 3.183                 |
| فيمليكافيلاغ هافنارفيارذار | 2.991                 |
| لييباياس ميتالورغس         | 2.983                 |
| أوربرو                     | 2.825                 |
| جيلييزنيتشار ساراييفو      | 2.824                 |
| Iskra-Stal                 | 2.549                 |
| سودوفا ماريامبول           | 2.541                 |
| فادوتس                     | 2.300                 |
| توركو                      | 2.293                 |
| تيرانا                     | 2.274                 |
| Tauras Tauragė             | 2.041                 |
| كووبيون بالوسيورا          | 1.793                 |
| رودار بليفليا              | 1.775                 |
| نادي كيكسكيميت             | 1.700                 |
| سانت جوليا                 | 1.700                 |
| ستريمور                    | 1.533                 |
| خزر لنكران                 | 1.483                 |
| Gagra                      | 1.391                 |
| ميتالورغ سكوبيه            | 1.291                 |
| ديفردانج 03                | 1.274                 |
| ميكا                       | 1.266                 |
| دومجاله                    | 1.224                 |
| سانت إيلي تاون             | 1.058                 |
| كروسيدرز                   | 0.949                 |
| يوفنس/دوغانا               | 0.683                 |
| فلوريانا                   | 0.483                 |

| الدور التأهيلي الأول      | الدور التأهيلي الأول |
| الفريق                    | نقاط                 |
| ------------------------- | -------------------- |
| فولهام                    | 40.157               |
| إلفسبورغ                  | 8.825                |
| ترومسو إيدريتسلاغ         | 4.375                |
| باتريك أتلتيك             | 4.241                |
| قره باغ                   | 4.233                |
| ياغيلونيا بياويستوك       | 4.183                |
| رابوتنيتشكي               | 4.041                |
| أوليسوند                  | 3.875                |
| سبارتاك ترنافا            | 3.399                |
| دينامو تبليسي             | 3.391                |
| هونكا                     | 3.293                |
| فاراجدين                  | 3.224                |
| مينسك                     | 3.216                |
| ميتالورغي روستافي         | 2.891                |
| راد بيوغراد               | 2.850                |
| هكن                       | 2.825                |
| شيروكي برييغ              | 2.824                |
| بودوتشنوست بودغوريتسا     | 2.525                |
| ناتدبيرنوفيلاغ ريكيافيكور | 2.491                |
| ذا نيو سينتس              | 2.308                |
| رينوفا                    | 2.291                |
| كوبر                      | 2.224                |
| بيركيركارا                | 1.733                |
| فيرينتسفاروشي             | 1.700                |
| Paks                      | 1.700                |
| غلينتوران                 | 1.699                |
| ميلسامي أورهي             | 1.549                |
| بانغا غاروتشدي            | 1.541                |
| داوغافا                   | 1.483                |
| أولمبيا ليوبليانا         | 1.474                |
| كليفتونفيل                | 1.449                |
| فلامورتاري فلوره          | 1.274                |
| فلازنيا شكودر             | 1.274                |
| نادي ترانز نارفا          | 1.258                |
| AZAL Baku                 | 1.233                |
| إيرتيش بافلودار           | 1.124                |
| شاختار قراغندي            | 1.124                |
| Zeta                      | 1.025                |
| بانانتس                   | 1.016                |
| نوم كاليو                 | 1.008                |
| آي بي في                  | 0.991                |
| رونافيك                   | 0.783                |
| أوليسيس                   | 0.766                |
| تري بيني                  | 0.683                |
| نيث                       | 0.558                |
| Käerjéng 97               | 0.524                |
| لوسيتانوس                 | 0.450                |
| اتحاد سانتا كولوما        | 0.450                |
| إتروتارفيلاخ فوغلافيوردر  | 0.283                |
| فولا إيش                  | 0.274                |

## الجولة التأهيلية الأولى
| الفريق الأول             | إجم.                    | الفريق الثاني             | مباراة الذهاب | مباراة الإياب |
| ------------------------ | ----------------------- | ------------------------- | ------------- | ------------- |
| إتروتارفيلاخ فوغلافيوردر | 2–81                    | ناتدبيرنوفيلاغ ريكيافيكور | 1–3           | 1–5           |
| داوغافا                  | 1–7                     | ترومسو إيدريتسلاغ         | 0–5           | 1–2           |
| إلفسبورغ                 | 5–1                     | فولا إيش                  | 4–0           | 1–1           |
| ذا نيو سينتس             | 2–1                     | كليفتونفيل                | 1–1           | 1–0           |
| هونكا                    | 2–0                     | نوم كاليو                 | 0–0           | 2–0           |
| فولهام                   | 3–0                     | رونافيك                   | 3–0           | 0–0           |
| آي بي في                 | 1–2                     | باتريك أتلتيك             | 1–0           | 0–2           |
| Käerjéng 97              | 2–61                    | هكن                       | 1–1           | 1–5           |
| أوليسوند                 | 6–1                     | نيث                       | 4–1           | 2–0           |
| رينوفا                   | 3–3 (2–3 ركلات الترجيح) | غلينتوران                 | 2–1           | 1–2 (ب.و.إ.)  |
| كوبر                     | 2–3                     | شاختار قراغندي            | 1–1           | 1–2           |
| بانغا غاروتشدي           | 0–7                     | قره باغ                   | 0–4           | 0–3           |
| اتحاد سانتا كولوما       | 0–51                    | Paks                      | 0–1           | 0–4           |
| نادي ترانز نارفا         | 1–71                    | رابوتنيتشكي               | 1–4           | 0–3           |
| راد بيوغراد              | 9–1                     | تري بيني                  | 6–0           | 3–1           |
| بودوتشنوست بودغوريتسا    | 3–4                     | فلامورتاري فلوره          | 1–3           | 2–1           |
| فيرينتسفاروشي            | 5–01                    | أوليسيس                   | 3–0           | 2–0           |
| ياغيلونيا بياويستوك      | 1–2                     | إيرتيش بافلودار           | 1–0           | 0–2           |
| AZAL Baku                | 2–31                    | مينسك                     | 1–1           | 1–2           |
| دينامو تبليسي            | 5–1                     | ميلسامي أورهي             | 2–0           | 3–1           |
| فاراجدين                 | 6–1                     | لوسيتانوس                 | 5–1           | 1–0           |
| بانانتس                  | 1–2                     | ميتالورغي روستافي         | 0–1           | 1–1           |
| بيركيركارا               | 1–2                     | فلازنيا شكودر             | 0–1           | 1–1           |
| شيروكي برييغ             | 0–3                     | أولمبيا ليوبليانا         | 0–0           | 0–3           |
| سبارتاك ترنافا           | 4–2                     | Zeta                      | 3–0           | 1–2           |

ملاحظات
- ملاحظة 1: ترتيب المباراتين عُكس بعد القرعة الأصلية.

### مباراة الذهاب
| بانانتس | 0–1   | ميتالورغي روستافي |
| ------- | ----- | ----------------- |
|         | تقرير | إيراكلي 48'       |

| AZAL Baku   | 1–1   | مينسك              |
| ----------- | ----- | ------------------ |
| Ibekoyi 14' | تقرير | ايغور فورونكوف 11' |

| بانغا غاروتشدي | 0–4   | قره باغ                                             |
| -------------- | ----- | --------------------------------------------------- |
|                | تقرير | R. A. Sadygov 16' · Nadirov 33'، 70' · Soltanov 88' |

| نادي ترانز نارفا | 1–4   | رابوتنيتشكي                                                    |
| ---------------- | ----- | -------------------------------------------------------------- |
| Epikhin 34'      | تقرير | Velkovski 16' · Manevski 51' · Petkovski 73' · Grozdanoski 88' |

| راد بيوغراد                                                                      | 6–0   | تري بيني |
| -------------------------------------------------------------------------------- | ----- | -------- |
| ماركو ستانوفيتش 6' (ركلة.)، 13' · نيمانيا كويتشي 9'، 48' · Mrkela 24' · Pršo 66' | تقرير |          |

| داوغافا | 0–5   | ترومسو إيدريتسلاغ                                                  |
| ------- | ----- | ------------------------------------------------------------------ |
|         | تقرير | ريمي يوهانسن 26' · ماغنوس أندرسن 31'، 60' · Jenssen 47' · Jama 72' |

| إلفسبورغ                                                      | 4–0   | فولا إيش |
| ------------------------------------------------------------- | ----- | -------- |
| أوسكار هيلجيمارك 5' · ديفيد إلم 24'، 90+3' · يوهان لارسون 36' | تقرير |          |

| هونكا | 0–0   | نوم كاليو |
| ----- | ----- | --------- |
|       | تقرير |           |

| فاراجدين                                                              | 5–1   | لوسيتانوس   |
| --------------------------------------------------------------------- | ----- | ----------- |
| Šafarić 4'، 59' · ديان غلافيكا 39' · Glavina 57' · دافور فوغرينتس 78' | تقرير | Bertran 48' |

| فيرينتسفاروشي                                 | 3–0   | أوليسيس |
| --------------------------------------------- | ----- | ------- |
| Józsi 31' · مارك اوتن 33' · فيليبي فيليكس 69' | تقرير |         |

| اتحاد سانتا كولوما | 0–1   | Paks      |
| ------------------ | ----- | --------- |
|                    | تقرير | Vayer 15' |

| أوليسوند                                                          | 4–1   | نيث           |
| ----------------------------------------------------------------- | ----- | ------------- |
| Fuhre 35' · Sylling Olsen 37' · فريدريك ألفيستاد 48' · Sellin 77' | تقرير | لي تروندل 23' |

| دينامو تبليسي                       | 2–0   | ميلسامي أورهي |
| ----------------------------------- | ----- | ------------- |
| نيكا كفيكفيسكيري 4' · Lekvtadze 71' | تقرير |               |

| سبارتاك ترنافا                      | 3–0   | Zeta |
| ----------------------------------- | ----- | ---- |
| Koné 30' · Kaščák 48' · Tomaček 81' | تقرير |      |

| إتروتارفيلاخ فوغلافيوردر | 1–3   | ناتدبيرنوفيلاغ ريكيافيكور                                           |
| ------------------------ | ----- | ------------------------------------------------------------------- |
| Lakjuni 8'               | تقرير | كغارتن فينبوغاسون 22' · G. R. Gunnarsson 30' · بالدور سيغوردسون 79' |

| آي بي في                       | 1–0   | باتريك أتلتيك |
| ------------------------------ | ----- | ------------- |
| Andri Ólafsson 50' (ضربة جزاء) | تقرير |               |

| Käerjéng 97 | 1–1   | هكن                   |
| ----------- | ----- | --------------------- |
| da Cruz 85' | تقرير | ماتياس أوستبيرغ 90+3' |

| ذا نيو سينتس   | 1–1   | كليفتونفيل       |
| -------------- | ----- | ---------------- |
| Darlington 27' | تقرير | باري جونستون 39' |

| فولهام                                                         | 3–0   | رونافيك |
| -------------------------------------------------------------- | ----- | ------- |
| داميين داف 33' · داني ميرفي 61' (ضربة جزاء) · أندرو جونسون 70' | تقرير |         |

| ياغيلونيا بياويستوك  | 1–0   | إيرتيش بافلودار |
| -------------------- | ----- | --------------- |
| توماش فرانكوفسكي 80' | تقرير |                 |

| بيركيركارا | 0–1   | فلازنيا شكودر |
| ---------- | ----- | ------------- |
|            | تقرير | Sukaj 2'      |

| رينوفا                                  | 2–1   | غلينتوران         |
| --------------------------------------- | ----- | ----------------- |
| Jančevski 14' (ضربة جزاء) · Bajrami 87' | تقرير | كولن نيكسون 45+3' |

| كوبر        | 1–1   | شاختار قراغندي                   |
| ----------- | ----- | -------------------------------- |
| Bubanja 84' | تقرير | زامبيل كوكيييف 90+3' (ضربة جزاء) |

| شيروكي برييغ | 0–0   | أولمبيا ليوبليانا |
| ------------ | ----- | ----------------- |
|              | تقرير |                   |

| بودوتشنوست بودغوريتسا | 1–3   | فلامورتاري فلوره                               |
| --------------------- | ----- | ---------------------------------------------- |
| Bošković 53'          | تقرير | Shehaj 23' · Xhafa 63' · Sakaj 65' (ضربة جزاء) |

ملاحظات
- Note 2: بانانتس played their home match at ملعب فازكين سركيسيان الجمهوري، يريفان as their own ملعب بانانتس did not meet the UEFA criteria.
- Note 3: نادي ترانز نارفا played their home match at أ. لي كوك أرينا، تالين as their own Narva Kreenholmi Stadium did not meet the UEFA criteria.
- Note 4: راد بيوغراد played their home match at Stadion FK Obilić, Belgrade as their own Stadion Kralj Petar I did not meet the UEFA criteria.
- Note 5: هونكا played their home match at ISS Stadion، فانتا (فنلندا) as their own Tapiolan Urheilupuisto did not meet the UEFA criteria.
- Note 6: إتروتارفيلاخ فوغلافيوردر played their home match at Gundadalur، توشهافن as their own Fuglafjørður Stadium did not meet the UEFA criteria.
- Note 7: آي بي في played their home match at Hlíðarendi، ريكيافيك as their own Hásteinsvöllur did not meet the UEFA criteria.
- Note 8: Käerjéng 97 played their home match at ملعب يوسي بارثيل، لوكسمبورغ as their own Stade um Bëchel did not meet the UEFA criteria.
- Note 9: رينوفا played their home match at فيليب الثاني أرينا، سكوبيه as their own Gradski stadion Tetovo did not meet the UEFA criteria.

### مباراة الإياب
| شاختار قراغندي            | 2–1   | كوبر               |
| ------------------------- | ----- | ------------------ |
| أولان كونيسباييف 45'، 84' | تقرير | ميلان أوستيرتس 32' |

فاز شاختر قراغندي 3–2 في الإجمالي.
| ميتالورغي روستافي | 1–1   | بانانتس                                   |
| ----------------- | ----- | ----------------------------------------- |
| Mikaberidze 18'   | تقرير | إدواردو روبرتو دوس سانتوس 72' (ضربة جزاء) |

Metalurgist Rustavi won 2–1 في الإجمالي.
| إيرتيش بافلودار                  | 2–0   | ياغيلونيا بياويستوك |
| -------------------------------- | ----- | ------------------- |
| ماموتو كوليبلي 37' · Maltsev 43' | تقرير |                     |

إيرتيش بافلودار فاز 2–1 في الإجمالي.
| أوليسيس | 0–2   | فيرينتسفاروشي                       |
| ------- | ----- | ----------------------------------- |
|         | تقرير | ليبان عبدي 35' (ركلة.) · Oláh 90+7' |

Ferencváros won 5–0 في الإجمالي.
| فلامورتاري فلوره | 1–2   | بودوتشنوست بودغوريتسا         |
| ---------------- | ----- | ----------------------------- |
| Shehaj 20'       | تقرير | Bošković 72'، 77' (ضربة جزاء) |

فلامورتاري فلوره فاز 4–3 في الإجمالي.
| ميلسامي أورهي           | 1–3   | دينامو تبليسي                                 |
| ----------------------- | ----- | --------------------------------------------- |
| أليكساندرو غولبان 90+2' | تقرير | Koshkadze 73' · Robertinho 90' (ركلة.)، 90+4' |

دينامو تبليسي فاز 5–1 في الإجمالي.
| Zeta                    | 2–1   | سبارتاك ترنافا |
| ----------------------- | ----- | -------------- |
| Dabić 79' · Novović 81' | تقرير | Ciprys 90+4'   |

سبارتاك ترنافا فاز 4–2 في الإجمالي.
| قره باغ                                    | 3–0   | بانغا غاروتشدي |
| ------------------------------------------ | ----- | -------------- |
| Teli 29' · A. Sadygov 35' · أنسي أغولي 77' | تقرير |                |

قره باغ فاز 7–0 في الإجمالي.
| فولا إيش        | 1–1   | إلفسبورغ                |
| --------------- | ----- | ----------------------- |
| Allomerović 74' | تقرير | توم شنيل 37' (في مرماه) |

إلفسبورغ فاز 5–1 في الإجمالي.
| نوم كاليو | 0–2   | هونكا                      |
| --------- | ----- | -------------------------- |
|           | تقرير | ديمبا سافاج 48' · Dudu 77' |

هونكا فاز 2–0 في الإجمالي.
| لوسيتانوس | 0–1   | فاراجدين    |
| --------- | ----- | ----------- |
|           | تقرير | Brlečić 62' |

فاراجدين فاز 6–1 في الإجمالي.
| ترومسو إيدريتسلاغ                          | 2–1   | داوغافا      |
| ------------------------------------------ | ----- | ------------ |
| سيمين مولر 12' · Tsintsadze 53' (في مرماه) | تقرير | Gongadze 33' |

ترومسو فاز 7–1 في الإجمالي.
| هكن                                                                                          | 5–1   | Käerjéng 97 |
| -------------------------------------------------------------------------------------------- | ----- | ----------- |
| Makondele 7' (ركلة.)، 82' (ضربة جزاء) · عبد المجيد وارث 42' · ديوه ويليامز 65' · Ranégie 84' | تقرير | da Cruz 48' |

هكن فاز 6–2 في الإجمالي.
| فلازنيا شكودر     | 1–1   | بيركيركارا         |
| ----------------- | ----- | ------------------ |
| ارماندو فاجوشي 4' | تقرير | دافيد دا سيلفا 17' |

Vllaznia Shkodër won 2–1 في الإجمالي.
| مينسك                        | 2–1   | AZAL Baku               |
| ---------------------------- | ----- | ----------------------- |
| Lashankow 5' · Sashcheka 11' | تقرير | Sachywka 66' (في مرماه) |

مينسك فاز 3–2 في الإجمالي.
| رونافيك | 0–0   | فولهام |
| ------- | ----- | ------ |
|         | تقرير |        |

Fulham won 3–0 في الإجمالي.
| Paks                                                     | 4–0   | اتحاد سانتا كولوما |
| -------------------------------------------------------- | ----- | ------------------ |
| Magasföldi 11'، 49' · دانييل بوده 77' · تيبور هيفلير 81' | تقرير |                    |

باكس فاز 5–0 في الإجمالي.
| نيث | 0–2   | أوليسوند                               |
| --- | ----- | -------------------------------------- |
|     | تقرير | مايكل بارانتيس 53' · Sylling Olsen 79' |

Aalesund won 6–1 في الإجمالي.
| رابوتنيتشكي                                       | 3–0   | نادي ترانز نارفا |
| ------------------------------------------------- | ----- | ---------------- |
| Petrović 45' · Manevski 81' · ستيفان فويتشيتش 90' | تقرير |                  |

رابوتنيتشكي فاز 7–1 في الإجمالي.
| أولمبيا ليوبليانا                 | 3–0   | شيروكي برييغ |
| --------------------------------- | ----- | ------------ |
| Radujko 15'، 18' · داره فريسك 49' | تقرير |              |

أولمبيا ليوبيانا فاز 3–0 في الإجمالي.
| تري بيني    | 1–3   | راد بيوغراد                                   |
| ----------- | ----- | --------------------------------------------- |
| Cardini 23' | تقرير | نيمانيا كويتشي 27'، 38' · ماركو ستانوفيتش 75' |

فاز راد 9–1 في الإجمالي.
| باتريك أتلتيك             | 2–0   | آي بي في |
| ------------------------- | ----- | -------- |
| Daly 24' · ديريك دويل 36' | تقرير |          |

St Patrick's Athletic won 2–1 في الإجمالي.
| كليفتونفيل | 0–1   | ذا نيو سينتس |
| ---------- | ----- | ------------ |
|            | تقرير | Baker 4'     |

ذا نيو سينتس فاز 2–1 في الإجمالي.
| غلينتوران               | 2–1 (ب.و.إ.) | رينوفا      |
| ----------------------- | ------------ | ----------- |
| Clarke 31' · Murray 74' | تقرير        | Ismaili 59' |

3–3 في الإجمالي. غلينتوران فاز 3–2 في ركلات الجزاء الترجيحية.
| ناتدبيرنوفيلاغ ريكيافيكور                                                    | 5–1   | إتروتارفيلاخ فوغلافيوردر |
| ---------------------------------------------------------------------------- | ----- | ------------------------ |
| Baldvinsson 18'، 56' · B. Jónsson 23' · كغارتن فينبوغاسون 47' · Hauksson 90' | تقرير | Šarić 88'                |

KR won 8–2 في الإجمالي.

## الجولة التأهيلية الثانية
| الفريق الأول               | إجم.                          | الفريق الثاني     | مباراة الذهاب | مباراة الإياب |
| -------------------------- | ----------------------------- | ----------------- | ------------- | ------------- |
| ميتالورغي روستافي          | 3–1                           | إيرتيش بافلودار   | 1–1           | 2–0           |
| سودوفا ماريامبول           | 1–4                           | إلفسبورغ          | 1–1           | 0–3           |
| ميتالورغ سكوبيه            | 2–3                           | لوكوموتيف صوفيا   | 0–0           | 2–3           |
| سانت جوليا                 | 0–4                           | بني يهودا تل أبيب | 0–2           | 0–2           |
| جيلييزنيتشار ساراييفو      | 1–0                           | شريف تيراسبول     | 1–0           | 0–0           |
| كووبيون بالوسيورا          | 1–2                           | Gaz Metan Mediaș  | 1–0           | 0–2           |
| مينسك                      | 2–5                           | غازي عنتاب سبور   | 1–1           | 1–4           |
| Iskra-Stal                 | 2–4                           | فاراجدين          | 1–1           | 1–3           |
| Tauras Tauragė             | 2–5                           | أدو دين هاغ       | 2–3           | 0–2           |
| غلينتوران                  | 0–5                           | فورسكلا بولتافا   | 0–2           | 0–3           |
| يوفنس/دوغانا               | 0–4                           | رابوتنيتشكي       | 0–1           | 0–3           |
| أوربرو                     | 0–2                           | ساراييفو          | 0–0           | 0–2           |
| كروسيدرز                   | 1–7                           | فولهام            | 1–3           | 0–4           |
| سانت إيلي تاون             | 2–6                           | دينامو تبليسي     | 2–1           | 0–5           |
| فلوريانا                   | 0–9                           | أيك لارنكا        | 0–8           | 0–1           |
| شاختيور سوليجورسك          | 2–4                           | فنتسبيلس          | 0–1           | 2–3           |
| فلامورتاري فلوره           | 1–7                           | يابلونتس          | 0–2           | 1–5           |
| ناتدبيرنوفيلاغ ريكيافيكور  | 3–2                           | جيلينا            | 3–0           | 0–2           |
| فوليرينغا                  | 2–017                         | ميكا              | 1–0           | 1–0           |
| أولمبيا ليوبليانا          | 3–1                           | بوهيميان          | 2–0           | 1–1           |
| دومجاله                    | 2–5                           | سبليت             | 1–2           | 1–3           |
| ديفردانج 03                | 1–0                           | ليفاديا تالين     | 0–0           | 1–0           |
| تيرانا                     | 1–3                           | سبارتاك ترنافا    | 0–0           | 1–3           |
| فيرينتسفاروشي              | 3–4                           | أوليسوند          | 2–1           | 1–3 (ب.و.إ.)  |
| لييباياس ميتالورغس         | 1–4                           | ريد بل زالتسبورغ  | 1–4           | 0–0           |
| راد بيوغراد                | 1–2                           | أوليمبياكوس فولو  | 0–1           | 1–1           |
| ذا نيو سينتس               | 3–8                           | ميتييلاند         | 1–3           | 2–5           |
| نادي كيكسكيميت             | 1–1 (قانون أهداف خارج الديار) | آكتوبه            | 1–1           | 0–0           |
| هكن                        | 3–0                           | هونكا             | 1–0           | 2–0           |
| أنورثوسيس فاماغوستا        | 3–217                         | Gagra             | 3–0           | 0–2           |
| فادوتس                     | 3–3 (قانون أهداف خارج الديار) | فويفودينا         | 0–2           | 3–1           |
| رودار بليفليا              | 0–5                           | أوستريا فيينا     | 0–3           | 0–2           |
| شلوسك فروتسلاو             | 3–3 (قانون أهداف خارج الديار) | دندي يونايتد      | 1–0           | 2–3           |
| شاختار قراغندي             | 2–3                           | باتريك أتلتيك     | 2–1           | 0–2           |
| ستريمور                    | 1–1 (قانون أهداف خارج الديار) | قره باغ           | 1–1           | 0–0           |
| فيمليكافيلاغ هافنارفيارذار | 1–3                           | ناسيونال ماديرا   | 1–1           | 0–2           |
| Paks                       | 4–1                           | ترومسو إيدريتسلاغ | 1–1           | 3–0           |
| توركو                      | 0–1                           | فيسترلو           | 0–1           | 0–0           |
| مكابي تل أبيب              | 3–117                         | خزر لنكران        | 3–1           | 0–0           |
| فلازنيا شكودر              | 1–2                           | ثون               | 0–0           | 1–2           |

Notes
- Note 17: Order of legs reversed after original draw.

### مباراة الذهاب
| شاختار قراغندي             | 2–1   | باتريك أتلتيك      |
| -------------------------- | ----- | ------------------ |
| نيكولا فاسيليفيتش 52'، 86' | تقرير | ديفيد ماكميلان 79' |

| ميتالورغي روستافي | 1–1   | إيرتيش بافلودار |
| ----------------- | ----- | --------------- |
| Kvakhadze 73'     | تقرير | Daskalov 79'    |

| شلوسك فروتسلاو    | 1–0   | دندي يونايتد |
| ----------------- | ----- | ------------ |
| يوهان فوسكامب 75' | تقرير |              |

| راد بيوغراد | 0–1   | أوليمبياكوس فولو |
| ----------- | ----- | ---------------- |
|             | تقرير | Martín 87'       |

| كووبيون بالوسيورا | 1–0   | Gaz Metan Mediaș |
| ----------------- | ----- | ---------------- |
| Venäläinen 16'    | تقرير |                  |

| فلامورتاري فلوره | 0–2   | يابلونتس              |
| ---------------- | ----- | --------------------- |
|                  | تقرير | دافيد لافاتا 70'، 75' |

| Iskra-Stal  | 1–1   | فاراجدين    |
| ----------- | ----- | ----------- |
| Ponomar 17' | تقرير | Tkalčić 13' |

| Tauras Tauragė                           | 2–3   | أدو دين هاغ                                                |
| ---------------------------------------- | ----- | ---------------------------------------------------------- |
| غوران يركوفيتش 56' (ركلة.) · Seedorf 73' | تقرير | ليكس إيميرس 71'، 82' (ركلة.) · Sirevičius 90+4' (في مرماه) |

| رودار بليفليا | 0–3   | أوستريا فيينا                   |
| ------------- | ----- | ------------------------------- |
|               | تقرير | ناصر بارازيت 35'، 63' · Jun 76' |

| توركو | 0–1   | فيسترلو      |
| ----- | ----- | ------------ |
|       | تقرير | Cabeke 90+3' |

| سانت جوليا | 0–2   | بني يهودا تل أبيب                 |
| ---------- | ----- | --------------------------------- |
|            | تقرير | Balili 6' · نيناد مارينكوفيتش 56' |

| مينسك     | 1–1   | غازي عنتاب سبور         |
| --------- | ----- | ----------------------- |
| Razin 22' | تقرير | Sachywka 51' (في مرماه) |

| أوربرو | 0–0   | ساراييفو |
| ------ | ----- | -------- |
|        | تقرير |          |

| شاختيور سوليجورسك | 0–1   | فنتسبيلس      |
| ----------------- | ----- | ------------- |
|                   | تقرير | Kosmačovs 89' |

| فوليرينغا     | 1–0   | ميكا |
| ------------- | ----- | ---- |
| مورتن بير 68' | تقرير |      |

| فيرينتسفاروشي             | 2–1   | أوليسوند              |
| ------------------------- | ----- | --------------------- |
| Oláh 38' · ليبان عبدي 56' | تقرير | سولومون اوكورونكو 27' |

| هكن                 | 1–0   | هونكا |
| ------------------- | ----- | ----- |
| Ranégie 36' (ركلة.) | تقرير |       |

| أنورثوسيس فاماغوستا                         | 3–0   | Gagra |
| ------------------------------------------- | ----- | ----- |
| نيمانيا فوتشيتشفيتش 8' · يان ريزيك 35'، 71' | تقرير |       |

| فلوريانا | 0–8   | أيك لارنكا |
| -------- | ----- | --- |
|          | تقرير | ميليان مرادكوفيتش 4' · Pavlou 12' · غونزالو غارسيا 24'، 42'، 53' · ادوين لينسن 36' · روبين مارسيلو غوميز 74' · نيستوراس ميتيديس 84' |

| مكابي تل أبيب                                | 3–1   | خزر لنكران          |
| -------------------------------------------- | ----- | ------------------- |
| موسى كوناتي 22' · Atar 39' · Israilevich 44' | تقرير | أندري موريسان 45+1' |

| سانت إيلي تاون  | 2–1   | دينامو تبليسي               |
| --------------- | ----- | --------------------------- |
| Follows 8'، 51' | تقرير | دافيد اوديكادزي 81' (ركلة.) |

| سودوفا ماريامبول | 1–1   | إلفسبورغ       |
| ---------------- | ----- | -------------- |
| Beniušis 88'     | تقرير | جيمس كييني 78' |

| أولمبيا ليوبليانا             | 2–0   | بوهيميان |
| ----------------------------- | ----- | -------- |
| داره فريسك 45+2' (ركلة.)، 76' | تقرير |          |

| ديفردانج 03 | 0–0   | ليفاديا تالين |
| ----------- | ----- | ------------- |
|             | تقرير |               |

| تيرانا | 0–0   | سبارتاك ترنافا |
| ------ | ----- | -------------- |
|        | تقرير |                |

| ذا نيو سينتس    | 1–3   | ميتييلاند                                         |
| --------------- | ----- | ------------------------------------------------- |
| ستيف إيفانز 59' | تقرير | Hassan 65' · داني اولسن 86' (ركلة.) · Albæk 90+3' |

| فادوتس | 0–2   | فويفودينا                   |
| ------ | ----- | --------------------------- |
|        | تقرير | أبو بكر عمرو 60' · Ilić 70' |

| ستريمور               | 1–1   | قره باغ        |
| --------------------- | ----- | -------------- |
| أرنبيورن هانسين 90+3' | تقرير | رؤوف علييف 11' |

| Paks      | 1–1   | ترومسو إيدريتسلاغ |
| --------- | ----- | ----------------- |
| Vayer 57' | تقرير | Drage 26'         |

| نادي كيكسكيميت | 1–1   | آكتوبه   |
| -------------- | ----- | -------- |
| Radanović 23'  | تقرير | Mane 59' |

| جيلييزنيتشار ساراييفو | 1–0   | شريف تيراسبول |
| --------------------- | ----- | ------------- |
| Bešlija 60'           | تقرير |               |

| يوفنس/دوغانا | 0–1   | رابوتنيتشكي   |
| ------------ | ----- | ------------- |
|              | تقرير | Petkovski 86' |

| لييباياس ميتالورغس | 1–4   | ريد بل زالتسبورغ                         |
| ------------------ | ----- | ---------------------------------------- |
| Kalns 61'          | تقرير | Alan 22'، 44'، 45+1' · سيمون كزيومير 89' |

| فلازنيا شكودر | 0–0   | ثون |
| ------------- | ----- | --- |
|               | تقرير |     |

| ميتالورغ سكوبيه | 0–0   | لوكوموتيف صوفيا |
| --------------- | ----- | --------------- |
|                 | تقرير |                 |

| غلينتوران | 0–2   | فورسكلا بولتافا              |
| --------- | ----- | ---------------------------- |
|           | تقرير | رومان بيزوس 29' · Januzi 38' |

| كروسيدرز    | 1–3   | فولهام                                                     |
| ----------- | ----- | ---------------------------------------------------------- |
| Adamson 54' | تقرير | ماثيو بريجز 39' · بوبي زامورا 74' · داني ميرفي 77' (ركلة.) |

| دومجاله           | 1–2   | سبليت                      |
| ----------------- | ----- | -------------------------- |
| Pekič 47' (ركلة.) | تقرير | دويي تشوب 41' · Vitaić 76' |

| ناتدبيرنوفيلاغ ريكيافيكور                                            | 3–0   | جيلينا |
| -------------------------------------------------------------------- | ----- | ------ |
| فيارني جوديونسون 25' · Arnarsson 51' · كغارتن فينبوغاسون 55' (ركلة.) | تقرير |        |

| فيمليكافيلاغ هافنارفيارذار | 1–1   | ناسيونال ماديرا   |
| -------------------------- | ----- | ----------------- |
| Bjarnason 67'              | تقرير | إدغار كوستا 45+1' |

ملاحظات
- ملاحظة 18: راد بيوغراد لعب مباراته البيتية في Stadion FK Obilić, Belgrade as their own Stadion Kralj Petar I did not meet the UEFA criteria.
- ملاحظة 19: Iskra-Stal لعب مباراته البيتية في Malaya Sportivnaya Arena، تيراسبول as their own Orăşenesc Stadium did not meet the UEFA criteria.
- ملاحظة 20: Tauras Tauragė لعب مباراته البيتية في ملعب س. داريوس و س. غيريناس، كاوناس as their own Vytauto Stadium did not meet the UEFA criteria.
- ملاحظة 21: رودار بليفليا لعب مباراته البيتية في Gradski stadion، نيكشيتش as their own Gradski stadion did not meet the UEFA criteria.
- ملاحظة 22: هكن لعب مباراته البيتية في ملعب أورجانس فال، هالمستاد as their own Rambergsvallen did not meet the UEFA criteria.
- ملاحظة 23: سانت إيلي تاون لعب مباراته البيتية في Parc y Scarlets، لنلي  [لغات أخرى]‏ as their own Stebonheath Park did not meet the UEFA criteria.
- ملاحظة 24: ديفردانج 03 لعب مباراته البيتية في ملعب يوسي بارثيل، لوكسمبورغ as their own Stade du Thillenberg did not meet the UEFA criteria.
- ملاحظة 25: تيرانا لعب مباراته البيتية في ملعب كمال ستافا، تيرانا as it has a greater capacity than their own Selman Stërmasi Stadium.
- ملاحظة 26: ستريمور لعب مباراته البيتية في Gundadalur، توشهافن as their own Við Margáir did not meet the UEFA criteria.
- ملاحظة 27: Paks لعب مباراته البيتية في Stadion Sóstói، سيكشفهيرفار as their own Stadion PSE did not meet the UEFA criteria.
- ملاحظة 28: جيلييزنيتشار ساراييفو لعب مباراته البيتية في ملعب عاصم فرهادوفيتش هاسا، سراييفو as it has a greater capacity than their own Stadion Grbavica.
- ملاحظة 29: ميتالورغ سكوبيه لعب مباراته البيتية في فيليب الثاني أرينا، سكوبيه as their own Stadion Železarnica did not meet the UEFA criteria.

### مباراة الإياب
| إيرتيش بافلودار | 0–2   | ميتالورغي روستافي                           |
| --------------- | ----- | ------------------------------------------- |
|                 | تقرير | إيراكلي كوباليا 23' · إيراكلي موديبادزه 57' |

Metalurgist Rustavi won 3–1 في الإجمالي.
| ميكا | 0–1   | فوليرينغا      |
| ---- | ----- | -------------- |
|      | تقرير | Dos Santos 49' |

Vålerenga won 2–0 في الإجمالي.
| Gaz Metan Mediaș                      | 2–0   | كووبيون بالوسيورا |
| ------------------------------------- | ----- | ----------------- |
| سيبريان بيتري 36' · أوفيديو هوبان 53' | تقرير |                   |

Gaz Metan Mediaș won 2–1 في الإجمالي.
| فويفودينا           | 1–3   | فادوتس                                     |
| ------------------- | ----- | ------------------------------------------ |
| نيمانيا تشوفيتش 88' | تقرير | دوشان سفيتانوفيتش 10' · Merenda 78'، 90+6' |

3–3 on aggregate. Vaduz won on away goals.
| فنتسبيلس                                              | 3–2   | شاختيور سوليجورسك                 |
| ----------------------------------------------------- | ----- | --------------------------------- |
| Mvondo 52'، 79' (ضربة جزاء) · فيديريكو مارتينيز 90+3' | تقرير | يوري كولوموتس 6' · Komarovski 73' |

Ventspils won 4–2 في الإجمالي.
| خزر لنكران | 0–0   | مكابي تل أبيب |
| ---------- | ----- | ------------- |
|            | تقرير |               |

Maccabi Tel Aviv won 3–1 في الإجمالي.
| ليفاديا تالين | 0–1   | ديفردانج 03  |
| ------------- | ----- | ------------ |
|               | تقرير | Lebresne 32' |

Differdange 03 won 1–0 في الإجمالي.
| إلفسبورغ                                              | 3–0   | سودوفا ماريامبول |
| ----------------------------------------------------- | ----- | ---------------- |
| ديفيد إلم 26' · أندرياس أوغستسن 58' · نيكلاس هولت 67' | تقرير |                  |

Elfsborg won 4–1 في الإجمالي.
| شريف تيراسبول | 0–0   | جيلييزنيتشار ساراييفو |
| ------------- | ----- | --------------------- |
|               | تقرير |                       |

Željezničar won 1–0 في الإجمالي.
| آكتوبه | 0–0   | نادي كيكسكيميت |
| ------ | ----- | -------------- |
|        | تقرير |                |

1–1 on aggregate. Aktobe won on away goals.
| هونكا | 0–2   | هكن                                 |
| ----- | ----- | ----------------------------------- |
|       | تقرير | جون شيبويكي 42' · دانيال فورسيل 85' |

Häcken won 3–0 في الإجمالي.
| قره باغ | 0–0   | ستريمور |
| ------- | ----- | ------- |
|         | تقرير |         |

1–1 on aggregate. Qarabağ won on away goals.
| بني يهودا تل أبيب                               | 2–0   | سانت جوليا |
| ----------------------------------------------- | ----- | ---------- |
| نيناد مارينكوفيتش 16' · بيدرو خواكين غالفان 89' | تقرير |            |

Bnei Yehuda won 4–0 في الإجمالي.
| فاراجدين                                   | 3–1   | Iskra-Stal  |
| ------------------------------------------ | ----- | ----------- |
| دافور فوغرينتس 14'، 70' · ديان غلافيكا 18' | تقرير | Novicov 41' |

Varaždin won 4–2 في الإجمالي.
| فورسكلا بولتافا               | 3–0   | غلينتوران |
| ----------------------------- | ----- | --------- |
| Januzi 33'، 73' · Kurylov 36' | تقرير |           |

Vorskla Poltava won 5–0 في الإجمالي.
| ساراييفو               | 2–0   | أوربرو |
| ---------------------- | ----- | ------ |
| نرمين هاسكيتش 47'، 62' | تقرير |        |

Sarajevo won 2–0 في الإجمالي.
| دينامو تبليسي                                                        | 5–0   | سانت إيلي تاون |
| -------------------------------------------------------------------- | ----- | -------------- |
| إكسيسكو كامبوس 7'، 51' · ألبرت ياغوي 11' · Robertinho 27' · Coto 55' | تقرير |                |

Dinamo Tbilisi won 6–2 في الإجمالي.
| أيك لارنكا | 1–0   | فلوريانا |
| ---------- | ----- | -------- |
| Pavlou 26' | تقرير |          |

AEK Larnaca won 9–0 في الإجمالي.
| سبارتاك ترنافا                               | 3–1   | تيرانا          |
| -------------------------------------------- | ----- | --------------- |
| Tomaček 41'، 85' (ضربة جزاء) · Procházka 66' | تقرير | جيلمان ليكا 22' |

Spartak Trnava won 3–1 في الإجمالي.
| أوليسوند                                               | 3–1 (ب.و.إ.) | فيرينتسفاروشي |
| ------------------------------------------------------ | ------------ | ------------- |
| مايكل بارانتيس 72' (ضربة جزاء) · Fuhre 87' · Post 119' | تقرير        | Oláh 42'      |

Aalesund won 4–3 في الإجمالي.
| ريد بل زالتسبورغ | 0–0   | لييباياس ميتالورغس |
| ---------------- | ----- | ------------------ |
|                  | تقرير |                    |

Red Bull Salzburg won 4–1 في الإجمالي.
| Gagra                            | 2–0   | أنورثوسيس فاماغوستا |
| -------------------------------- | ----- | ------------------- |
| Gabedava 6' · Tkeshelashvili 40' | تقرير |                     |

Anorthosis won 3–2 في الإجمالي.
| ترومسو إيدريتسلاغ | 0–3   | Paks                            |
| ----------------- | ----- | ------------------------------- |
|                   | تقرير | Kiss 59'، 77' · دانييل بوده 62' |

Paks won 4–1 في الإجمالي.
| ميتييلاند                                                                         | 5–2   | ذا نيو سينتس        |
| --------------------------------------------------------------------------------- | ----- | ------------------- |
| سيلفيستر إغبون 23' · Nworuh 24'، 52' · داني اولسن 32' (ضربة جزاء) · Hvilsom 90+1' | تقرير | Darlington 55'، 90' |

Midtjylland won 8–3 في الإجمالي.
| لوكوموتيف صوفيا                          | 3–2   | ميتالورغ سكوبيه            |
| ---------------------------------------- | ----- | -------------------------- |
| Yordanov 58' (ركلة.)، 85' · Bozhinov 89' | تقرير | Krstev 4' · باج إيرسكي 62' |

Lokomotiv Sofia won 3–2 في الإجمالي.
| جيلينا                        | 2–0   | ناتدبيرنوفيلاغ ريكيافيكور |
| ----------------------------- | ----- | ------------------------- |
| Majtán 29' · مامادو سيزاي 70' | تقرير |                           |

KR won 3–2 في الإجمالي.
| ثون                           | 2–1   | فلازنيا شكودر |
| ----------------------------- | ----- | ------------- |
| Rama 89' · بنجامين لوثي 90+2' | تقرير | Sukaj 14'     |

Thun won 2–1 في الإجمالي.
| غازي عنتاب سبور                                                    | 4–1   | مينسك      |
| ------------------------------------------------------------------ | ----- | ---------- |
| امره كنكور 28' · فاجنر 73' · إيفيلين بوبوف 83' · أولكان أدين 90+1' | تقرير | Zyanko 61' |

Gaziantepspor won 5–2 في الإجمالي.
| أدو دين هاغ                           | 2–0   | Tauras Tauragė |
| ------------------------------------- | ----- | -------------- |
| جينس تورنسترا 45+1' · تيارون شيري 80' | تقرير |                |

ADO Den Haag won 5–2 في الإجمالي.
| رابوتنيتشكي                                 | 3–0   | يوفنس/دوغانا |
| ------------------------------------------- | ----- | ------------ |
| Manevski 35' · Petkovski 50' · Petrovic 56' | تقرير |              |

Rabotnički won 4–0 في الإجمالي.
| يابلونتس                                             | 5–1   | فلامورتاري فلوره      |
| ---------------------------------------------------- | ----- | --------------------- |
| Kovařík 25'، 70' · Piták 30'، 61' · دافيد لافاتا 55' | تقرير | Sakaj 36' (ضربة جزاء) |

Jablonec won 7–1 في الإجمالي.
| أوليمبياكوس فولو                    | 1–1   | راد بيوغراد        |
| ----------------------------------- | ----- | ------------------ |
| خوان إدواردو مارتين 79' (ضربة جزاء) | تقرير | نيمانيا كويتشي 47' |

Olympiakos Volou won 2–1 في الإجمالي.
| فيسترلو | 0–0   | توركو |
| ------- | ----- | ----- |
|         | تقرير |       |

Westerlo won 1–0 في الإجمالي.
| فولهام                                                                       | 4–0   | كروسيدرز |
| ---------------------------------------------------------------------------- | ----- | -------- |
| أندرو جونسون (لاعب) 19' · داميين داف 56' · بوبي زامورا 66' · ستيف سيدويل 70' | تقرير |          |

Fulham won 7–1 في الإجمالي.
| سبليت                                            | 3–1   | دومجاله                |
| ------------------------------------------------ | ----- | ---------------------- |
| دويي تشوب 47' · فيليمير فيديتش 72' · Milović 85' | تقرير | لوكاس ماريو هورفات 46' |

Split won 5–2 في الإجمالي.
| بوهيميان  | 1–1   | أولمبيا ليوبليانا          |
| --------- | ----- | -------------------------- |
| Fagan 34' | تقرير | جير أوبراين 81' (في مرماه) |

Olimpija Ljubljana won 3–1 في الإجمالي.
| دندي يونايتد                                             | 3–2   | شلوسك فروتسلاو                       |
| -------------------------------------------------------- | ----- | ------------------------------------ |
| جوني راسيل 2' · دافيد جوودويلي 5' · Daly 44' (ضربة جزاء) | تقرير | روك إيلسنر 14' · سيباستيان دوديك 74' |

3–3 on aggregate. Śląsk Wrocław won on away goals.
| باتريك أتلتيك                    | 2–0   | شاختار قراغندي |
| -------------------------------- | ----- | -------------- |
| E. McMillan 14' · ديريك دويل 70' | تقرير |                |

St Patrick's Athletic won 3–2 في الإجمالي.
| ناسيونال ماديرا                             | 2–0   | فيمليكافيلاغ هافنارفيارذار |
| ------------------------------------------- | ----- | -------------------------- |
| لويس ألبرتو (1983) 55' · دانييل كاندياس 90' | تقرير |                            |

Nacional won 3–1 في الإجمالي.
| أوستريا فيينا              | 2–0   | رودار بليفليا |
| -------------------------- | ----- | ------------- |
| ناصر بارازيت 44' · Jun 75' | تقرير |               |

Austria Wien won 5–0 في الإجمالي.
ملاحظات
- ملاحظة 30: ليفاديا تالين لعب مباراته البيتية في أ. لي كوك أرينا، تالين as it has a greater capacity than their own ملعب كادريورغ.
- ملاحظة 31: شريف تيراسبول لعب مباراته البيتية في Malaya Sportivnaya Arena، تيراسبول as it is located in the same complex as ملعب شريف, the club's main stadium.
- ملاحظة 32: هونكا لعب مباراته البيتية في ISS Stadion، فانتا (فنلندا) as their own Tapiolan Urheilupuisto لم يستوف معايير اليويفا.
- ملاحظة 33: قره باغ لعب مباراته البيتية في ملعب توفيق بهراموف الجمهوري، باكو as their own Guzanli Olympic Complex Stadium لم يستوف معايير اليويفا.
- ملاحظة 34: Gagra لعب مباراته البيتية في David Abashidze Stadium، زيستابوني as they don't play at their own city غاغرا since the الحرب في أبخازيا (1992–1993).
- ملاحظة 35: لوكوموتيف صوفيا لعب مباراته البيتية في ملعب فاسيل ليفسكي الوطني، صوفيا as their own Lokomotiv Stadium لم يستوف معايير اليويفا.
- ملاحظة 36: سبليت لعب مباراته البيتية في Stadion Hrvatski vitezovi، Dugopolje as their own Stadion Park mladeži لم يستوف معايير اليويفا.

## وصلات خارجية
- UEFA Europa League (الموقع الرسمي)